# Kabelle
Kabelle (auch: Capelle, Enesesegan, Enessesegan, Gabelle, Gabere-To, Kabere To) ist ein Motu des Rongelap-Atolls der pazifischen Inselrepublik Marshallinseln.

## Geographie
Kabelle liegt zusammen mit Anielap und sechs weiteren kleinen, namenlosen Motu am Nordostende des Atolls. Sie ist eine Doppelinsel, deren südliches Drittel nur durch eine Sandbank mit der Hauptinsel verbunden ist. Die Insel ist unbewohnt und seit dem Kernwaffentest der Bravo-Bombe atomar verseucht.
Die Riffkrone verläuft von dort weiter über mehr als 7 Kilometer nach Süden mit zahlreichen namenlosen Motu bis zu Bokoen.